# Gabriel Delafosse
Pour les articles homonymes, voir Delafosse.
Gabriel Delafosse, né le 16 avril 1796 et mort le 13 octobre 1878, est un minéralogiste et universitaire français.

## Biographie
Gabriel Delafosse est le dernier élève de René Just Haüy, il collabore à la rédaction de ses derniers traités de cristallographie et de minéralogie, à titre posthume grâce aux notes laissées par son maître. Il soutient sa thèse en cristallographie sur l'hémiédrie en 1840.
Il accède à la chaire de minéralogie du Laboratoire de Minéralogie du Muséum national d'histoire naturelle de Paris, en 1857, puis à la faculté des sciences jusqu'en 1876. Delafosse montra que l'on devait distinguer la molécule intégrante de la molécule chimique.
Il est l'auteur de travaux dans la ligne desquels s'inscrivent ceux de son élève Louis Pasteur sur la dissymétrie moléculaire. C'est Delafosse qui proposa le concept de maille en cristallographie.

## Publications
- Précis élémentaire d'histoire naturelle, Hachette, 1833.
- De la structure des cristaux, considérés comme base de la distinction et de la classification des systèmes cristallins. Sur l'importance de l'étude de la symétrie dans les différentes branches de l'Histoire naturelle, et en particulier dans la morphologie végétale et animale, Thèse de sciences, Université de Paris, 1840 (deux sujets en un tome : il est courant au XIXe siècle d'écrire des thèses sur des questions multiples).
- Recherches sur la cristallisation considérée sous les rapports physiques et mathématiques, in Mémoires de l'Académie des sciences de Paris, tome viii des savants étrangers, 1843.
- Nouveau cours de minéralogie, 1858.
- « Rapport sur les progrès de la minéralogie », in Recueil de rapports sur les progrès des lettres et des sciences en France, Paris, 1867. (D'après F. Dagognet, Méthodes et doctrine dans l'œuvre de Pasteur, Paris, 1967, rééd. sous le titre Pasteur sans la légende, 1994, p. 57, n. 2, ce rapport comprend un lumineux exposé de l' Histoire de la cristallographie et de ses problèmes'.)

En collaboration
- Bulletin des sciences naturelles et de géologie
- Bulletin universel des sciences et de l'industrie
- Historiæ naturalis: libri XXXVII

## Honneurs
Une espèce minérale lui est dédiée, par Charles Friedel en 1873, la delafossite, composée d'oxyde de cuivre et de fer.